# Russische militaire begraafplaats in Manschnow
De Russische militaire begraafplaats in Manschnow in de gemeente Küstriner Vorland is een militaire begraafplaats in Brandenburg, Duitsland. Op de begraafplaats liggen Russische militairen die in de Tweede Wereldoorlog zijn omgekomen.

## Begraafplaats
Vrijwel alle militairen kwamen aan het einde van de oorlog om het leven. De begraafplaats bevat, naast de graven, een centraal gelegen monument, dat herinnert aan de slachtoffers. Er liggen 1200 omgekomen militairen.